# Virgil Widrich

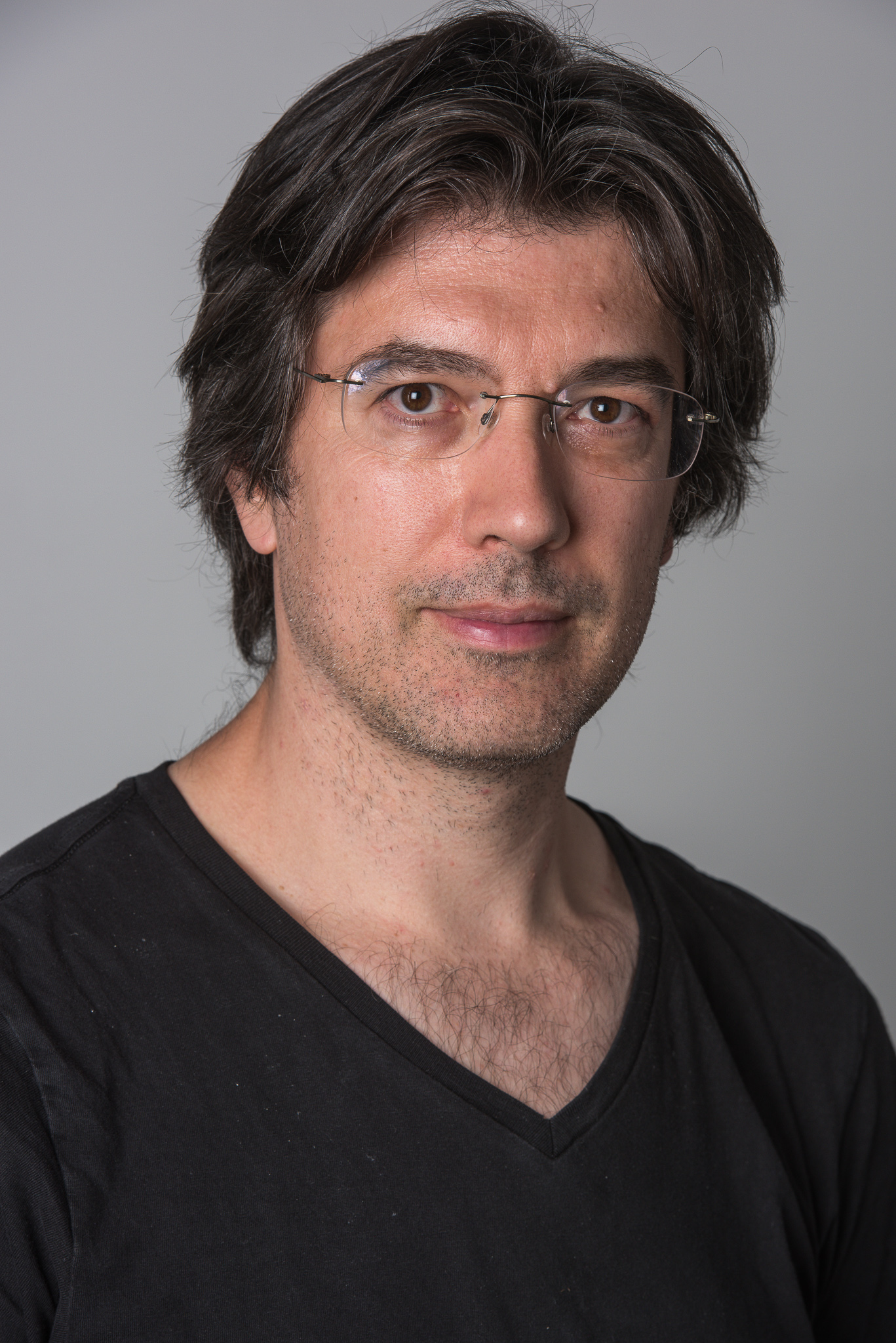
Virgil Widrich – 2016

Virgil Widrich (* 16. Mai 1967 in Salzburg) ist ein österreichischer Regisseur, Drehbuchautor, Filmemacher und Multimedia-Künstler. Er ist vor allem wegen seiner zahlreichen Kurzfilme und Multimediaprojekte bekannt, die bisher mit 290 Filmpreisen ausgezeichnet wurden.

## Leben
Virgil Widrich wurde als Sohn der Politikerin Gerheid Widrich und des Journalisten Hans Widrich geboren.
Mit zwei Partnern gründete er 1987 den Filmverleih Classic Films, um vor allem künstlerische Filme zu verleihen. Später wurde er Assistent von John Bailey, einem Kameramann und Regisseur, und ging 1990 nach Hollywood, um mit ihm an der Science-Fiction-Komödie The Search for intelligent life in the universe zu arbeiten. Nachdem er 1991 Classic Films verkauft hatte, wirkte er an dem Festival für österreichische Filme mit, das 1993 in Salzburg unter dem Namen Diagonale zum ersten Mal stattfand.
1997 begann Widrich wieder vermehrt an eigenen Filmen zu arbeiten, und es entstand gemeinsam mit Martin Reinhart der Kurzfilm tx-transform, der auf der Ars Electronica gezeigt wurde. Widrich schrieb immer wieder an dem Spielfilmdrehbuch zu Heller als der Mond, das er 1999 verfilmte. Der Film feierte 2000 Premiere in Rotterdam. Copy Shop wurde sein nächstes Projekt. Der Film gewann seit der Premiere 2001 insgesamt 43 Preise, wurde für den Oscar nominiert und war auf zahlreichen Fernsehsendern und über 750 Filmfestivals zu sehen. Sein nächster Kurzfilm Fast Film gewann 35 internationale Filmpreise und wurde auf über 500 Filmfestivals gezeigt. Es folgten Multimediaprojekte im Auftrag von Firmen (2001 Gründung der checkpointmedia, deren Geschäftsführer Widrich ist) und die Produktion von Filmen. Er gründete gemeinsam mit anderen Filmschaffenden die Filmproduktionsgesellschaft Amour Fou (Gesellschafter bis 2007), die sich der Produktion Filmen vorwiegend junger Filmschaffender annimmt. Widrich war von 2004 bis 2007 Obmann im Verband Filmregie Österreich. Er ist zudem Mitglied der Akademie des Österreichischen Films. Von 2007 bis 2010 war Virgil Widrich Univ.-Prof. für die Klasse „digitale Kunst“ an der Universität für angewandte Kunst Wien tätig. Seit 2010 leitet er ebenda als Univ.-Prof. den Masterlehrgang „Art & Science“.
Mit der Filmregisseurin Anja Salomonowitz hat Virgil Widrich drei Söhne, von denen der durch seine Rolle in dem Film „Dieser Film ist ein Geschenk“ bekannte Oskar Salomonowitz (geboren 20. Juli 2008) am 27. Oktober 2020 bei einem Unfall starb.
2024 wurde er in die Academy of Motion Picture Arts and Sciences aufgenommen.

## Ausstellungen
- 2006: Gestaltung der interaktiven Medien für das Mozarthaus Vienna
- 2008: Präsentation von 13 Arbeiten von Studierenden im Rahmen der „Essence08“ im Museum für angewandte Kunst (Wien)
- 2009: Im Rahmen von Linz-Kulturhauptstadt 2009 künstlerische Leitung der Ausstellung „Linz. Stadt im Glück“ im Stadtmuseum Nordico.
- 2009: „Alias in Wonderland“ (25. Juni bis 12. Juli 2009) im Freiraum/quartier 21, Museumsquartier Wien, realisiert mit den Studenten der digitalen Kunst an der Universität für angewandte Kunst.
- 2009: 10 Arbeiten von Studierenden der digitalen Kunst wurden im Rahmen der „Essence09“ in der Expositur Vordere Zollamtstraße ausgestellt.
- 2010: 15 Arbeiten von Studierenden der digitalen Kunst waren im Rahmen der „Essence10“ im Künstlerhaus Wien zu sehen.
- 2010: Künstlerische Leitung der Ausstellung „90 Jahre Salzburger Festspiele“ im „Salzburg Museum“
- 2011: Künstlerische Leitung der Ausstellung „parameter{world} - parameters for every or no thing“ des Masters „Art and Science“ an der Universität für angewandte Kunst (30. März bis 1. April 2011)
- 2012: Arbeiten von Studierenden der Klasse „Art & Science“ waren im Rahmen der „Essence12“ im Künstlerhaus Wien zu sehen.
- 2013: „Crucial Experiments“: Ausstellung der Universität für angewandte Kunst Wien im Rahmen der Vienna Art Week 2013, MuseumsQuartier Wien/Ovalhalle, Leitung: Bernd Kräftner, Virgil Widrich
- 2014: Von 26. Juni bis 13. Juli 2014 stellen im Rahmen der „Essence14“ der Universität für angewandte Kunst 2 Studenten der Klasse „Art & Science“ ihre Werke im Künstlerhaus Wien aus.
- 2015: „Parallaxis“ – Medieninstallation als Beitrag für die Ausstellung „Farbenrausch“ im Leopold Museum
- 2016: [dis]placement – Information through Sound – der Klasse „Art & Science“, Citygate Shopping, 1210 Wien
- 2017: „Circuit Training“, 6. Juni bis 17. Juni 2017, das weisse haus, 1010 Wien
- 2017: Ausstellung und Retrospektive „analog_digital – Die Dichotomie des Kinos“, 3. Oktober 2017 bis 28. Jänner 2018, METRO Kinokulturhaus, 1010 Wien: Filmauswahl Retrospektive, Teilnahme an der Ausstellung mit zwei Werken
- 2017: Ausstellungsbeitrag „Panzerschrank Potemkin“ bei der Vienna Design Week
- 2017: Mitgestaltung der Ausstellung „Ästhetik der Veränderung – 150 Jahre Universität für angewandte Kunst Wien“ im MAK, Wien
- 2018: Mitgestaltung „Sound of Music World“, Salzburg
- 2018: Ausstellungsbeitrag „Reise um mein Zimmer“ bei der Vienna Design Week
- 2019: Besucherzentrum sconarium für Bad Schönau: künstlerische Leitung der Ausstellung
- 2020: „Überall Musik!“, DomQuartier Salzburg, künstlerische Leitung
- 2025: „Klimt. Pigment & Pixel – Mit Technologie Kunst neu entdecken“, Unteres Belvedere, Gestaltung gemeinsam mit Marc Schuran
- 2025: „IM BLICK: Gustav Klimt – Die Braut“, Oberes Belvedere, Gestaltung gemeinsam mit Marc Schuran

## Musiktheater
- 2012: Konzeption (gemeinsam mit Martin Haselböck und Frank Hoffmann), Gestaltung von Bühne und Filmprojektionen für das Musiktheaterprojekt „New Angels“, welches am 19. November 2012 im Théâtre National du Luxembourg uraufgeführt wurde.
- 2019: Bühnenbild und Filmregie für Franz Danksagmüllers Kammeroper Nova – Imperfecting Perfection beim Deutschen Evangelischen Kirchentag 2019 in Dortmund.[3]

## Filmografie
- 1980: My Homelife (AUT) 6 min.
- 1980: Gebratenes Fleisch (AUT) 11 min.
- 1980: 3 mal Ulf (AUT) 12 min.
- 1981: Auch Farbe kann träumen (AUT) 12 min.
- 1982: Monster in Salzburg (AUT) 12 min.
- 1983–1985: Vom Geist der Zeit (AUT) 112 min.
- 1998: tx-transform (AUT) 5 min., Experimentalfilm, gemeinsam mit Martin Reinhart
- 2000: Heller als der Mond (Europa) 88 min.
- 2001: Copy Shop (AUT) 12 min.
- 2001: LinksRechts (AUT/FRA) 4 min.
- 2003: Fast Film (AUT/LUX) 14 min.
- 2010: make/real (AUT), 5 min.
- 2011: warning triangle (AUT), 6 min.
- 2015: back track (AUT), 7 min.
- 2016: Vienna table trip (AUT), 1 min. 22 s
- 2016: Die Nacht der 1000 Stunden
- 2018: Icon Island – a live battle of pictures and sounds (AUT), 70 min.
- 2018: Nena & Dave Stewart: Be my Rebel (D), 3 min. 45 s, Musikvideo
- 2018: Light Matter (A), 5 min, Experimentalfilm
- 2018: tx-reverse (A), 5 min, Experimentalfilm, gemeinsam mit Martin Reinhart
- 2021: Es ist genau genug Zeit (A), 1 min, Animationsfilm, gemeinsam mit Oskar Salomonowitz

## Preise (Auswahl)
Heller als der Mond (Europa 2000)
- Drehbuchpreis der Stadt Salzburg für das beste Drehbuch (1997)
- Jean Carment Award für Lars Rudolph – Angers European First Film Festival (2000)
- Laser Vidéo Titres Award – Angers European First Film Festival (2000)

Copy Shop (A 2001)
- Oscar-Nominierung 2002 in der Kategorie „life action short“ durch die Academy of Motion Picture Arts and Sciences
- Prix de la meilleure creation sonore / Best Music and Sounddesign – Festival du Court-Métrage de Clermont-Ferrand (26. Januar 2001–3. Februar 2001)
- Best Experimental Short – Toronto – International Short Film Festival (6. Juni 2001–10. Juni 2001)
- Kodak Award – Jury’s choice for short film – Puchon International Fantastic Film Festival 2001 (12. Juli 2001–20. Juli 2001)
- Jury Price – IMAGO 2001 – Covilha, Portugal (25. September 2001–30. September 2001)
- Silberne Taube – 44. Internationales Leipziger Festival für Dokumentar- und Animationsfilm (16. Oktober 2001–21. Oktober 2001)
- Best Short film – Lleida 2001 – inCurt (7. November 2001–11. November 2001)
- Best Experimental – Shorts International Film Festival New York 2001 (12. November 2001–15. November 2001)
- 1st. Comunidad de Madrid Award – Best Film – Madrid – Semana de Cine Experimental (16. November 2001–23. November 2001)
- Best Short film – Barcelona L’alternativa 01 (16. November 2001–24. November 2001)
- Prize of the Jury – Leuven Kort 2001 – International Short Film Festival (23. November 2001–2. Dezember 2001)
- Best Of Festival – Boston Underground Film Festival (20. Februar 2002–24. Februar 2002)
- Prix des televisions europeennes – Brussels International Fantastic Film Festival (15. März 2002–30. März 2002)
- Special Prize – Hiroshima Kokusai Animation Festival 2002 (22. August 2002–26. August 2002)
- Best Experimental Film – Thessaloniki 02 – Panorama of Ind. Film and Video Makers (14. Oktober 2002 – 21. Oktober 2002)
- Spezialpreis der Jury – Tehran International Animation Festival (23. Februar 2003–27. Februar 2003)
- Best Experimental Film – Reale Film Festival, Mailand, Italien (12. November 2022)
- Best Back to the Future – Absurd Film Festival, Mailand, Italien (17. Mai 2022)

Fast Film (A, LUX 2003)
- Official selection Festival de Cannes (2003) (Nominierung)
- Best Animated Short (C.O.R.E. Digital Pictures Award) – Worldwide Short Film Festival, Toronto (2003)
- Großer Preis für Animation (Grande Prémio Animação) – Festival Internacional de Curtas Metragens de Vila do Conde, Portugal (2003)
- Best Experimental Short Film – 52. Int. Film Festival, Melbourne (2003)
- Audience Award – Bearded Child Film Festival, Grand Rapids, MN / Boulder, CO USA (2003)
- Most Imaginative Film – Odense Film Festival, Odense (2003)
- High Risk Award – Fantoche – 4. Internationales Festival für Animationsfilm, Baden (Schweiz) (2003)
- Best Experimental Film – Panorama of Independent Film & Video Makers, Thessaloniki (2003)
- Innovativster Kurzfilm – Internationales Leipziger Festival für Dokumentar- und Animationsfilm (2003)
- Grand Prix – Uppsala International Short Film Festival (2003)
- Premio de la Comunidad de Madrid a la Mejor Película – Semana de Cine Experimental de Madrid (2003)
- Onda Curta, 2. Preis und Besondere Erwähnung der Jury – Cinanima Portugal (2003)
- Innova Award – Animadrid, Spanien (2003)
- Film Critics Award – Animafest Zagreb (2004)
- ASIFA Korea Prize for best Experimental SICAF (2004)
- Cartoon d’Or – bester Animationsfilm Cartoon Forum Galicia (2004)

back track (A 2015)
- New York City Indie Film Awards – USA – Best Experimental: Gold Award
- FICOCC Five Continents International Film Festival – Puerto la Cruz, Teneriffa – Best Experimental Short Film
- Crossing the Screen – Eastbourne, East Sussex – Best Experimental Film

Die Nacht der 1000 Stunden (Lux/A/NL 2016)
- Busan International Film Festival 2016 – Korea – Gewinner des “Flash Forward Audience Award”

Vienna table trip (A 2016)
- EIFA – European Independent Film Award – Paris – Best Animation: Platinum Award
- LA Shorts Awards – USA – Best Animation: Diamond Award
- TRAVEL FILM In Russian international film festival – Business Center “Barklay-plaza” – Moskau – Finalist
- International Tourism Film Festival „Tourfilm Riga“ – 1. Preis in der Kategorie “Culture Tourism” für “Vienna table trip”
- Film Forum Linz – Wettbewerb der besten Werbe- und Wirtschaftsfilme Österreichs – Auszeichnung in der Kategorie „Tourismus Film“

Nena & Dave Stewart “Be my Rebel” (A 2018)
- Mindfield Film Festival – Los Angeles – USA – Best Music Video: Platinum Award
- UNDO Divergent Film Awards – Arlington – USA – Best Music Video
- Mindfield Film Festival – Albuquerque – USA – Best Music Video: Platinum Award
- EIFA – European Independent Film Award – Paris – Best Music Video – Bronze Award
- Snowdance Film Awards – Los Angeles – USA – Best Visual VX
- Fort Worth Indie Film Showcase – USA – Best International Music Video
- NYC Indie Film Awards – USA – Best Music Video
- Hollywood Sun Awards – USA – Best Music Video
- Cosmic Film Festival – Florida – USA – Best Music Video
- Rosarito International Film Festival – Los Angeles – USA – Best Music Video
- Eurasia International Monthly Film Festival – Moskau – Best Music Video
- Royal Wolf Film Awards – Los Angeles – USA – Winner: Best FX, Best Director, Best Music Video: Gold Award
- Top Indie Film Awards – Online Festival – Winner: Best director, Best FX
- Enginuity Film Awards – Shepherdstown – USA – Winner: Best New Media Director
- West Wing Film Competition – Los Angeles – USA – Music Video: 1st Place Winner
- Lake View International Film Festival – Punjab – Indien – May 2018 Best Music Video of the Month
- Jaipur International Film Festival – JIFF – Indien – Top 2nd Music Video/Song
- LA Edge Film Awards – Los Angeles – USA – Best Music Video, Best Editing, Best Visual FX
- Silicon Beach Film Festival – Los Angeles – USA – Best Music Video
- Berlin Flash Film Festival – Monthly category winner April 2018 – Music Video
- SFAAF – South Film and Arts Academy Festival – Chile – Winner: best fx in a short film
- Mediterranean Film Festival (MedFF) – Siracusa, Italien – Music Video Competition: Best Music Video

tx-reverse (A/D 2019)
- Best Experimental Short Film – Eden International Film Festival, online (5. September 2022)
- Best Experimental Short Film – Black Mountain Film Festival, online (27. August 2022)
- Best Experimental Short Film – Edison International Film Festival, Chennai, Indien (20. August 2022)

Es ist genau genug Zeit (A 2021)
- Best Animation – Harlem International Film Festival, New York, USA (18. Mai 2023)
- Best Drama – MicroShort – Panther City Film Festival, USA (13. Juli 2023)
- Best Editing – Monza Film Fest, Italien (6. September 2023)
- Honorable Mention – British Indie Festival Film & Music, London, UK (19. Dezember 2023)
- Award Winner – Blow-Up Arthouse Filmfest, Chicago, USA (14. Januar 2024)